# ستيفين دوريس
ستيفين دوريس (بالإنجليزية: Steven Doris)‏ (9 أغسطس 1988 ببيرث في المملكة المتحدة - ) هو لاعب كرة قدم بريطاني في مركز الهجوم. لعب مع سانت جونستون ونادي ستيرلينغ ألبيون ونادي دندي ونادي مونتروز لكرة القدم ونادي اربوراث.

## وصلات خارجية
- ستيفين دوريس على موقع قاعدة بيانات كرة القدم.إي يو (الإنجليزية)
- ستيفين دوريس على موقع Soccerbase.com (لاعب) (الإنجليزية)